# Ketlen Alves
Kess Ketlen Alves Bezerra (Manaus) conhecida no meio esportivo como Ketlen Alves foi boxeadora da seleção brasileira e atuou na categoria peso mosca (51 kg).

## História esportiva
A atleta, que era orientada pelo técnico Carlos Fiola, fez parte do Centro de Treinamento de Alto Rendimento da Amazônia (Ctara), o programa de excelência esportiva do Governo do Amazonas, com execução da Secretaria de Estado da Juventude Desporto e Lazer (Sejel). Também foi integrante da seleção e orientada pelo técnico da Seleção Claudio Aires. Ketlen Alves, que treinava e morava na Vila Olímpica de Manaus, teve uma carreira de dez anos no boxe olímpico. A ex-moradora do Alvorada, zona centro-oeste e pentacampeã amazonense, começou a chamar atenção no cenário nacional em 2009, quando faturou a medalha de bronze no Campeonato Brasileiro na categoria até 48 kg. No ano seguinte, foi quarta colocada na mesma competição..
Em 2012, voltou a brilhar no Sudeste, onde conquistou a medalha de prata na categoria mosca durante os Jogos Abertos do Interior, em Bauru (SP). Foi nessa competição que a amazonense deu o “pulo do gato” para a convocação pela Confederação Brasileira de Boxe (CBB).
Depois da sua convocação Ketlen Alves garantiu para o AM a medalha de PRATA no campeonato brasileiro em Campo Grande_ MG, pela seleção brasileira nossa menina de ouro participou de competições internacionais em 2014, no ano-2013 ela teve treinamentos de base fora do Brasil.  Ketlen Alves foi afastada da seleção devido uma lesão no ombro, onde passou por diversos tratamentos no CTARA, a atleta foi afastada por um tempo indeterminado pois alguns médicos alegavam que ela precisava de cirurgia para voltar ao esporte e desde então Ketlen não retornou aos Rings. 
Em 2016 nossa menina de ouro passou em primeiro lugar no processo seletivo  da Agência Amazonense de Desenvolvimento Econômico e Social (AADES) e retornou ao CTARA como técnica de boxe do alto rendimento.  Após seu afastamento da seleção e sua vida como treinadora nenhuma reportagem foi feita com Ketlen Alves até o momento.

## Títulos
- Penta-Campeã amazonense.
- Medalha de Bronze no Campeonato Brasileiro, 2009.
- Medalha de Prata na categoria mosca nos Jogos Abertos do Interior, na cidade de Bauru (SP), 2012.[2]
- vice campeã no campeonato brasileiro, 2013
- seleção brasileira, 2013
- Quinto lugar no Campeonato Continental 2014